# No Mercy 2006
No Mercy 2006 è stata la nona edizione dell'omonimo evento in pay-per-view prodotto dalla WWE. L'evento, esclusivo del roster di SmackDown!, si è svolto l'8 ottobre 2006 allo RBC Center di Raleigh.

## Storyline
Il 20 agosto, a SummerSlam, Batista sconfisse il World Heavyweight Champion King Booker per squalifica a causa dell'intervento di Queen Sharmell e, in questo modo, Booker rimase il campione del mondo. Nella successiva puntata di SmackDown! Batista e Bobby Lashley sconfissero King Booker e i suoi alleati Finlay e William Regal in un 3-on-2 Handicap match. Nelle settimane successive Finlay attaccò ripetutamente Batista su ordine di King Booker, e in sua difesa accorse Lashley. Nella puntata di SmackDown! del 15 settembre il General Manager Theodore Long annunciò dunque che Lashley e Finlay si sarebbero affrontati con in palio lo status di contendente nº 1 al World Heavyweight Championship di King Booker per No Mercy. Lashley sconfisse Finlay per squalifica dopo che questo lo aveva colpito con il suo Shillelagh. Nella puntata di SmackDown! del 22 settembre Batista e Lashley sconfissero Finlay e William Regal e più tardi, quella sera, venne annunciato che Batista e Finlay si sarebbero affrontati a No Mercy. Due settimane dopo, il 6 ottobre a SmackDown!, Finlay affrontò King Booker mentre Batista affrontò Lashley ed entrambi i match terminarono in no-contest. Theodore Long annunciò dunque che, a No Mercy, King Booker avrebbe dovuto difendere il World Heavyweight Championship contro Batista, Bobby Lashley e Finlay in un Fatal 4-Way match.
Nella puntata di SmackDown! dell'8 settembre lo United States Champion Mr. Kennedy informò il General Manager Theodore Long che, qualora John Cena fosse giunto a SmackDown!, avrebbe voluto un posto a Raw. Kennedy giustificò tale affermazione dicendo che aveva sconfitto tutti i talenti del roster di SmackDown!. Per questo motivo Long annunciò che Kennedy avrebbe affrontato a No Mercy un avversario d'eccezione: The Undertaker. Nella puntata di SmackDown! del 29 settembre Kennedy sbeffeggiò The Undertaker, il quale però giunse sul ring attaccando Kennedy.
Il 23 luglio, a The Great American Bash, Rey Mysterio perse il World Heavyweight Championship contro King Booker a causa del tradimento di Chavo Guerrero, il quale giustificò tale gesto perché era stufo di vedere Mysterio impersonare suo zio Eddie Guerrero. I due si affrontarono anche a SummerSlam, dove a prevalere fu Chavo grazie all'intervento involontario di Vickie Guerrero, vedova di Eddie Guerrero. Successivamente, però, Vickie si alleò con Chavo contro Mysterio e fu dunque sancito un ulteriore match tra i due per No Mercy in un Falls Count Anywhere match.
A The Great American Bash, il Cruiserweight Champion Gregory Helms avrebbe dovuto affrontare Super Crazy in un match titolato ma tale incontro non è avvenuto a causa di un problema fisico di Crazy. Il suo posto, per quell'incontro, venne preso da Matt Hardy, il quale venne sconfitto da Helms in un match non titolato. Nelle settimane successive, a SmackDown!, sia Helms che Hardy si affrontarono sempre in match non titolati con una vittoria per parte. Venne dunque annunciato un incontro tra i due per No Mercy ma, anche questa volta, il Cruiserweight Championship non venne messo in palio da Helms.

## Evento
Prima della messa in onda dell'evento, Jimmy Wang Yang sconfisse Sylvan in un dark match.

### Match preliminari
L'evento si aprì con il match tra Gregory Helms e Matt Hardy. Durante le fasi iniziali del match, Hardy si portò in vantaggio nei confronti di Helms colpendolo con un suplex per poi eseguire un pescado all'esterno del ring. Successivamente Helms controllò la contesa colpendo Hardy con un backbreaker, un super russian legsweep dalla terza corda e un double knee facebreaker; lo stesso Helms provò poi lo schienamento su Hardy, ma ottenne solamente un conteggio di due. In seguito Hardy contrattaccò e colpì Helms con un one-handend bulldog, una body slam e un leg drop dalla terza corda per poi tentare lo schienamento senza ottenere, però, il successo sperato. Helms eseguì tre Eye of the Hurricane su Hardy per poi tentare un attacco aereo che, tuttavia, lo stesso Hardy sventò colpendo Helms con ben tre Side Effect. Dopodiché Hardy tentò un moonsault dalla terza corda, ma Helms schivò la manovra alzando le ginocchia per poi eseguire lo Shining Wizard su Hardy. Nel finale Helms cercò l'esecuzione di un altro Shining Wizard, però Hardy rovesciò il tutto colpendo lo stesso Helms con la Twist of Fate. Hardy schienò poi Helms per vincere l'incontro.
Il secondo match della serata fu quello valevole per il WWE Tag Team Championship tra la coppia campione Brian Kendrick e Paul London e quella sfidante formata da KC James e Idol Stevens. Durante le fasi iniziali del match, London e Kendrick dominarono James e Stevens colpendoli con un vasto numero di mosse aeree. In seguito Michelle McCool (manager di James e Stevens), approfittando di una distrazione dell'arbitro, fece cadere London da un paletto del ring dopo averlo colpito con un bastone. James e Stevens iniziarono dunque a controllare la contesa, finché London non riuscì a dare il cambio a Kendrick. Dopo aver gettato Stevens all'esterno del ring con un dropkick, Kendrick eseguì la Sliced Bread su James, il quale venne successivamente colpito da uno spettacolare standing moonsault di London. Kendrick schienò quindi James per vincere il match e mantenere i titoli di coppia insieme a London.
Il match seguente fu tra Montel Vontavious Porter e Marty Garner. In quello che fu uno squash match, MVP dominò Garner per tutta la durata dell'incontro. Nel finale MVP eseguì il Playmaker su Garner per poi schienarlo e vincere la breve contesa.

### Match principali
Il quarto match della serata vide The Undertaker contrapposto a Mr. Kennedy. Nella fasi iniziali dell'incontro, The Undertaker dominò Kennedy colpendolo con un big boot e con un arm drag. Successivamente The Undertaker tentò la Old School, ma Kennedy contrattaccò la manovra facendo cadere lo stesso Undertaker da un paletto del ring. In seguito The Undertaker riuscì ad eseguire la Old School per poi colpire Kennedy con una inverted DDT, seguita da una violenta clothesline. Dopo che The Undertaker eseguì un guillotine leg drop sull'apron ring, Kennedy si riprese e gettò lo stesso Undertaker contro un tenditore delle corde esposto. Subito dopo l'impatto, Kennedy colpì The Undertaker con un piledriver e lo schienò; tuttavia ottenne solo un conto di due. The Undertaker si rialzò e colpì Kennedy con una flying clothesline, uno snake eyes, un big boot e un leg drop per poi eseguire la Chokeslam. Kennedy si liberò dallo schienamento e colpì The Undertaker con una clothesline per poi eseguire su di lui la Kenton Bomb che, però, non gli valse la vittoria. Kennedy prese quindi il suo United States Championship con cui tentò di colpire The Undertaker il quale, sfruttando un alterco tra l'arbitro e lo stesso Kennedy, colpì il suo avversario con un pugno per sventare il tutto. Poco dopo, The Undertaker si impossessò del titolo e lo utilizzò per colpire Kennedy in pieno volto, facendogli così vincere il match per squalifica poiché l'arbitro assistette all'accaduto. Dopo aver perso l'incontro, The Undertaker colpì sia Kennedy che l'arbitro con il Tombstone Piledriver per vendicarsi della sconfitta subita.
Nell'incontro successivo Rey Mysterio e Chavo Guerrero si affrontarono in un Falls Count Anywhere match. L'incontro si spostò subito all'esterno del ring, dove Guerrero lanciò Mysterio contro una barricata di sicurezza. Successivamente Mysterio eseguì una hurricanrana su Guerrero nei pressi dell'impalcatura dello stage. I due incominciarono poi a combattere tra la folla presente sugli spalti; qui Guerrero colpì Mysterio con una Gory Bomb contro una barricata. Dopodiché Mysterio reagì e mise Guerrero in posizione prona su una transenna; lo stesso Rey salì poi su una vicina balaustra, da cui vi si gettò colpendo Guerrero con un leg drop. Dopo essere stato colpito da una headscissor e da una senton, Guerrero colpì Mysterio con una clothesline per poi lanciarlo contro un'altra transenna. Mysterio sfruttò in seguito le ringhiere degli spalti per eseguire la 619 su Guerrero. Poco dopo, Mysterio salì sulle ringhiere per poi gettarsi verso Guerrero con un crossbody. Mysterio schienò così Guerrero sugli spalti per aggiudicarsi il match.
Il sesto match della serata fu tra William Regal e Chris Benoit. Durante le fasi iniziali dell'incontro, Benoit eseguì tre german suplex consecutivi su Regal per poi colpirlo con il diving headbutt. In seguito Regal reagì colpendo Benoit con una DDT sull'apron ring. Regal iniziò così a controllare la contesa, colpendo Benoit con una violenta ginocchiata in corsa e con due exploder suplex consecutivi. Dopo aver tentato vari schienamenti, Regal applicò un abdominal stretch su Benoit; tuttavia questi si liberò dalla presa eseguendo un full nelson suplex. Benoit intrappolò poi Regal nella Crippler Crossface, forzandolo alla sottomissione per vincere il match.
Il main event fu il Fatal 4-Way match valevole per il World Heavyweight Championship tra il campione King Booker e gli sfidanti Batista, Bobby Lashley e Finlay. Nelle parti iniziali dell'incontro, Batista e Lashley formarono una piccola alleanza per contrastare sia Booker che Finlay. Successivamente Lashley colpì Booker con una spinebuster per poi schienarlo; tuttavia il campione in carica si liberò dopo un conteggio di due. In seguito Finlay aiutò Booker a scappare dalla grinfie di Lashley, arrivando poi a lanciare quest'ultimo, sempre con l'aiuto di Booker, contro la superficie dell'apron ring. Dopodiché Finlay e Booker dominarono Batista, con lo stesso Booker che colpì questi con un superkick; tuttavia, poco dopo, Finlay attaccò Booker alle spalle terminando la loro breve alleanza. Finlay colpì Batista con una violenta clothesline e lo gettò all'esterno del ring per poi eseguire un dropkick su Lashley, che era intento a rientrare sul quadrato. Finlay e Booker si scambiarono poi dei duri colpi, finché Lashley non rientrò sul ring. Finlay applicò una single leg boston crab su Lashley, però poi Booker colpì lo stesso Finlay con un superkick liberando così Lashley dalla presa. Pochi attimi dopo, Booker colpì Batista con uno spinning heel kick; salvo poi subire una sidewalk slam da parte di quest'ultimo. Dopo aver lanciato fuori dal ring sia Booker che Batista, Lashley si concentrò su Finlay colpendolo con una gorilla press slam per poi tentare la Spear. Lashley tentò quindi la Spear, ma il Little Bastard (alleato di Finlay) interferì colpendolo con un colpo basso, permettendo così a Finlay di colpirlo al volto con il suo shillelagh. Finlay schienò Lashley, ma Booker riuscì ad interrompere il conteggio. Batista rientrò dunque sul ring e colpì Booker con una suplex powerslam per poi schienarlo, però il conteggio venne interrotto da Finlay. Dopo aver lanciato Finlay all'esterno del quadrato, Batista colpì improvvisamente Lashley con una Spear e lo schienò senza, tuttavia, ottenere il successo sperato. Lashley reagì eseguendo una spinebuster e un belly to belly suplex su Batista per poi gettarlo fuori dal ring con una clothesline. Subito dopo, Booker colpì Lashley con la Book-End, ma questi si liberò dallo schienamento. Dopo alcuni scambi di colpi, Booker tentò lo Scissor Kick su Lashley, ma Finlay bloccò l'esecuzione della manovra atterrando Booker con una clothesline. Batista colpì in sequenza Lashley, Booker e Finlay con una spinebuster per poi eseguire la Batista Bomb sul terzo. Lashley sorprese, tuttavia, Batista colpendolo con la Spear prima che potesse tentare lo schienamento vincente. Con Lashley e Batista a terra, Booker schienò Finlay per vincere il match e mantenere il titolo.

## Risultati
| #    | Incontri | Stipulazioni                                               | Durata |
| ---- | --- | ---------------------------------------------------------- | ------ |
| Dark | Jimmy Wang Yang ha sconfitto Sylvan Grenier                                                                 | Single match                                               | —      |
| 1    | Matt Hardy ha sconfitto Gregory Helms                                                                       | Single match                                               | 13:07  |
| 2    | Brian Kendrick e Paul London (c) (con Ashley) hanno sconfitto Idol Stevens e KC James (con Michelle McCool) | Tag team match per il WWE Tag Team Championship            | 09:35  |
| 3    | Montel Vontavious Porter ha sconfitto Marty Garner                                                          | Single match                                               | 02:28  |
| 4    | Mr. Kennedy ha sconfitto The Undertaker per squalifica                                                      | Single match                                               | 20:34  |
| 5    | Rey Mysterio ha sconfitto Chavo Guerrero (con Vickie Guerrero)                                              | Falls count anywhere match                                 | 12:10  |
| 6    | Chris Benoit ha sconfitto William Regal per sottomissione                                                   | Single match                                               | 11:16  |
| 7    | King Booker (c) (con Queen Sharmell) ha sconfitto Batista, Bobby Lashley e Finlay                           | Fatal four-way match per il World Heavyweight Championship | 16:52  |